# Dún an Doras
Dún an Doras (irsky zavřete dveře) je česká akustická skupina hrající irskou hudbu, kterou založil v roce 1997 rodák z Českých Budějovic René Starhon se zpěvačkou Kateřinou García. První sestava byla ale mezinárodní, duo doplňovala švédská houslistka Nilla Axelsson a irský kytarista Simon Delaney. O něco později přišli další dva Irové: hráč na loketní dudy Scott Mavroudis a bodhránista Tom English a hráčka na rytmické nástroje Lucy Shoe. Tato sestava hrála zhruba dva roky a s irským hráčem na perkuse či didgeridoo Jonnyho Tennanta, který s kapelou úzce spolupracoval, nahráli první album Bossa Nudski (na albu chybí pouze Tom English). Album kromě irských instrumentálních skladeb obsahuje i vlastní skladby Nilly Axelsson a další.
V letech 1999 a 2000 došlo k výraznému obměnění složení kapely. Přišli houslista Daniel Malczyk, kytarista Petr Košumberský a flétnista Radvan Markus, koncerty byly proměnlivé, Jonny Tennant hrál pouze tehdy, když zrovna pobýval v Praze, v kapele působila také hráčka na djembé Kristina Kyndlová. Tato sestava natočila v roce 2002 sedmipísňovou demonahrávku, ale už na podzim téhož roku přišel do kapely hráč na tabla, darbuku a djembé Jakub Severin. O rok později vydali album Sweet and Sour a kapelu poté opustil zakládající člen René Starhon. V roce 2004 do Dún an Doras přišel kontrabasista Filip Klinecký. Po vydání zatím posledního alba Rua má v současnosti kapela zdravotní pauzu. Kateřina García s Lubošem Malinou založila skupinu Garcia (album Woven Ways, 2007), do repertoáru nové skupiny přešly i některé písně Dún an Doras.

## Diskografie
- Bossa Nudski, 1999, Mars Records
- Demo 2002
- Sweet & Sour, 2003, Indies Records
- Rua, 2005, Indies Records